# L'ululato del lupo bianco
L'ululato del lupo bianco è un film TV del 2000, diretto da Victoria Muspratt.
È l'ultimo sequel del film Grido nella foresta.

## Trama
Due adolescenti difficili, Jack, un ladruncolo di città che vive con la madre e il patrigno, e Pamela, figlia di un senatore, si ritrovano a condividere lo stesso destino, quello di dover sopravvivere in una foresta canadese, quando un aeroplano che li doveva condurre ad un campeggio per "ragazzi diversi" tenta un atterraggio di fortuna. I due ragazzi però non sono soli: con loro c'è Quentin, pilota Nativo Americano, che darà una mano ai due ragazzi a sopravvivere. A guidare i due ragazzi sarà lo "Spirito del lupo bianco".